# 菲爾蒙特 (紐約州)
菲爾蒙特（英語：Philmont）是位於美國紐約州哥倫比亞縣的村。

## 人口
根據2020年美國人口普查的數據，菲爾蒙特的面積為3.25平方千米，當中陸地面積為3.15平方千米，而水域面積為0.10平方千米。當地共有人口1377人，而人口密度為每平方千米424人。